# Raymonde April
Pour les articles homonymes, voir April.
Raymonde April (née le 23 juin 1953 à Moncton, Nouveau-Brunswick) est une photographe franco-canadienne.  Elle vit et travaille à Montréal. 
Elle a reçu un D.E.C en Arts plastiques au Cégep de Rivière-du-Loup en 1972 et un B.A. en Arts visuels à l'Université Laval en 1975. Elle est professeure de photographie depuis 1985 à l'Université Concordia de Montréal.

## Biographie
Raymonde April a grandi à Rivière-du-Loup. Elle se lance en photographie en 1975 après l'obtention de son diplôme à l'Université Laval. Elle est membre fondatrice du centre d'artistes situé à Québec La Chambre blanche, en 1978, un lieu de diffusion des arts visuels. Elle remporte en 2003 le prix Paul-Émile-Borduas, l'un des prix du Québec et la plus haute distinction en art visuel remise par le gouvernement québécois. Elle vit et travaille à Montréal. 
Raymonde April expose régulièrement son travail en solo au Québec et à l’étranger depuis la fin des années 1970. Parmi les expositions les plus notables, on compte celles présentées au Musée d’art contemporain de Montréal (1986), à la Fundaciô La Caixa de Tarragone (1992) au Musée Rimbaud (Charleville-Mézières, France, 1992), à la Morris and Helen Belkin Art Gallery (en) de Vancouver (1998), au Musée d’art de Joliette (1997), à la Galerie d’art Leonard et Bina Ellen de l’Université Concordia à Montréal (2001), et à la Manif' d’art de Québec (2005). Son film Tout embrasser a été projeté dans le cadre du Festival international du nouveau cinéma et des nouveaux médias de Montréal en 2000. Au cours de l'année 2005, sa collaboration avec Michèle Waquant, Aires de migrations, est présentée au Quartier, Centre d’art contemporain de Quimper, au Musée d'art contemporain de Baie-Saint-Paul et à VOX, centre de l'image contemporaine à Montréal. En 2011, on peut voir son exposition Mon regard est net comme un tournesol chez Optica dans le cadre du Mois de la Photo à Montréal. Parmi ses expos individuelles plus récentes on compte la double exposition Near You No Cold, présentée à la Galerie Donald Browne et au Clark (Montréal, 2015) et Raymonde April : La maison où j’ai grandi au Musée du Bas-Saint-Laurent (Rivière-du-Loup, Québec, 2013).  Hormis les catalogues d'expositions, son travail fait l’objet d'un nombre de livres dont Réservoirs Soupirs (VU, 1993), L’eau renversée (Dazibao, 2002) et Portraits d’artistes : Raymonde April (Varia, 2006); elle est également l’auteure de Soleils couchants (J’ai VU, 2004). On retrouve les œuvres de Raymonde April dans plusieurs collections publiques dont celles de la Bibliothèque nationale de France, du Musée des beaux-arts du Canada à Ottawa et du Musée national des beaux-arts du Québec à Québec. Vivant à Montréal, Raymonde April est professeure au département de photographie de la Faculty of Fine Arts (Faculté des beaux-arts) de l’Université Concordia de 1986 à 2019.

## Démarche
Raymonde April aborde la photographie comme une expérience de vie avec les autres, à travers un filtre autobiographique qui lui permet de créer des œuvres à la fois naturelles et intimes. S'inspirant de la peinture, elle aime mettre différents plans en superposition où le regard peut circuler d'un plan à l'autre. Photographiant d'abord en noir et blanc, elle intègre la couleur vers 1999.

## Expositions individuelles
- 1977 : Powerhouse, Montréal[2]
- 1978/79/81 : La Chambre Blanche, Québec
- 1980 : Galerie Jolliet, Québec
- 1980 : Galerie Gilles Gheerbrant, Montréal
- 1982 : Chroniques noires, Galerie Gille Gheerbrant, Montréal
- 1982 : Personnages au Lac Bleu, YYZ Toronto
- 1983 : Jour de verre, installation dans un atelier de Montréal, Services Culturels, Délégation du Québec à Paris
- 1985 : Cabanes dans le ciel, Agnes Etherington Art Centre, Queens University, Kingston
- 1985 : Les montagnes d'aimant, en collaboration avec Charles Guilbert, installation dans un appartement de Montréal
- 1986 : Voyage dans le monde des choses, Musée d'art contemporain de Montréal
- 2004 :  Raymonde April : bifurcations Centre culturel Yvonne L. Bombardier, Valcourt, du 19 octobre  2004 au 20 févr. 2005[15]
- 2005 : Aires de migrations, exposition en circulation, Centre d'art contemporain de Quimper, Centre d'exposition de Baie-Saint-Paul, VOX, centre de l'image contemporaine[16]
- 2013 : Raymonde April : la maison où j'ai grandi au Musée du Bas-Saint-Laurent à Rivière-du-Loup.
- 2022 : Traversées, 1700 La Poste, Montréal

## Honneurs et distinctions
- 2003 : prix Paul-Émile-Borduas
- 2005 : prix Paul-de-Hueck-et-Norman-Walford de réalisation professionnelle en photographie.
- 2008 : finaliste, The Grange Prize, Musée des beaux-arts de l'Ontario
- 2010 : prix Les Elles de l'art[17]
- 2010 : Officier de l'Ordre du Canada

## Musées et collections publiques
- Bibliothèque nationale de France
- Cinémathèque québécoise
- Galerie d'art de Vancouver
- Galerie Leonard & Bina Ellen, Université Concordia
- Musée d'art contemporain de Montréal
- Musée d'art de Joliette[18]
- Musée des beaux-arts de la Nouvelle-Écosse
- Musée des beaux-arts de Montréal
- Musée des beaux-arts de Sherbrooke
- Musée des beaux arts de Winnipeg
- Musée des beaux-arts du Canada
- Musée national des beaux-arts du Québec[19]

## Œuvres

### Photographies
- 1978, Je m’effondrai en larmes sur le lit, Collection du Musée d'art contemporain de Montréal[20].
- 1984, Debout sur le rivage, Collection du Musée d'art contemporain de Montréal[21].

### Écrits
- Réservoirs soupirs dans VU, 1993.
- L'eau renversée dans Dazibao, 2002.
- Soleils couchants dans VU, 2004

### Film
- Tout embrasser (2000).